# ドミニカ共和国空軍
ドミニカ共和国空軍（ドミニカきょうわこくくうぐん、スペイン語: Fuerza Aérea de República Dominicana）はドミニカ共和国の空軍組織。

## 歴史
1932年、陸軍内に航空隊が設立され1942年までに約12機の航空機を購入した。陸軍航空隊は1942年10月26日に陸軍航空中隊に改称される。第二次世界大戦中、アメリカ合衆国に国内の基地施設の使用を認めることと引き換えに、限られた量ではあったが武器貸与を受けた。
1947年にキューバからやってきた亡命者達がドミニカを急襲しようとした。これに対し政府はアメリカ合衆国から戦闘機と爆撃機の調達することを望んだが、売買はカナダ政府に阻止され、ラファエル・トルヒーヨ政権の下には届かなかった。この事態に大統領代理人はイギリスから若干数のブリストル ボーファイターとデ・ハビランド モスキートを購入して解決した。同年春、米州相互援助条約が調印されアメリカ合衆国からP-47Dを25機、T-6を30機受領した。この大量供給により陸軍航空部隊は急速に拡大し、1948年2月15日に布告第4918号を以って独立軍種となりドミニカ軍航空軍団（Cuerpo de Aviacion Militar Dominicana）に改称される。航空軍団本部は首都郊外のサンイシドロに設けられた。空軍は1950年代に名称変更を繰り返している。1952年から1955年までドミニカ軍航空隊、1955年から1957年までドミニカ空軍、1957年から1962年までは再びドミニカ軍航空隊に戻され、1962年に現在の名称に落ち着いた。
1952年、デ・ハビランド バンパイア25機とP-51D32機をスウェーデンから購入しようとするも、カナダと日本から引き合いがあった為、アメリカ合衆国により輸入は阻止された。1956年には空軍は240機の航空機を保有していた。戦後に導入された器材の多くは翌年までの間に命数を迎えようとしていた。1961年のトルヒーヨ大統領の暗殺後、空軍の予算は減少する。この結果1963年の保有機数は110機まで減少した。
その後15年間（1965年には内戦が起きている）も機体数の減少は続き、新規購入された機体は練習機とヘリコプターの2機のみであった。1980年代初頭にはサンイシドロ空軍基地に5個飛行隊約80機の航空機を集中して運用していた。
現在のところ戦闘機を保有せず、2008年にブラジルからエンブラエル EMB-314を8機購入し対地攻撃能力が強化される。

## 組織
空軍参謀総長（Jefe de Estado Mayor de la Fuerza Aérea）の下、以下の職位・組織がある。2024年時点で総員16,100人。
- 総司令部
- 参謀次長
- 監察官

### 空軍参謀本部
- 人事参謀
  - 人事補佐官
  - 参謀総長付補佐官
  - 宗教参謀
- 部
  - 第1部（A-1、人事）
  - 第2部（A-2、情報）
  - 第3部（A-3、訓練計画）
  - 第4部（A-4、兵站）
  - 第5部（A-5、民間問題）
  - 第6部（A-6、電子通信）
- 特別参謀
  - 国営航空作業場長
  - 情報総監督　など、合わせて24個の役職がある。

### 部隊・機関
- 航空群（Comando Aéreo）
  - 戦闘飛行隊
  - 救難飛行隊
  - 航空輸送飛行隊
  - 捜索救難飛行隊
- 北部航空群（Comando Aéreo Norte）
- 航空整備群（Comando Mantenimiento Aéreo）
- 支援任務群（Comando de Apoyo de Servicios）
- 特殊作戦群（Comando Fuerzas Especiales）
- 基地警備群（Comando Seguridad de Base）
- 空軍病院（Hospital Militar）
- フランク・フェリス・ミランダ空軍士官学校（Academia Aérea Frank Feliz Miranda）
- 高等研究軍機関（Instituto Militar de Estudios Superiores）
- 国営航空作業場（Taller Aeronáutico Nacional）

## 基地
- サンイシドロ空軍基地（Base Aérea de San Isidro）
- プエルトプラタ空軍基地（Base Aérea de Puerto Plata）

## 装備

### 航空機

#### 固定翼機
- アエロモット AMT-200（英語版） × 1機[1]
- CASA C-212-400 × 3機[1]
- セスナ 172 × 1機[1]
- セスナ 182 × 1機[1]
- セスナ 206 × 1機[1]
- セスナ 207 × 1機[1]
- コマンダー 690 × 1機[1]
- EA-100 × 3機[1]
- パイパー PA-31（英語版） × 1機[1]
- テクナム P2006T（英語版） × 1機[1]
- T-35B ピラン × 4機[1]
- エンブラエル EMB-314 × 8機[1]

#### 回転翼機
- CH-136 × 9機[1]
- UH-1H ヒューイII × 14機[1]
- UH-1H イロコイ × 5機[1]
- H 155 × 1機[1]
- シュワイザー 333（英語版） × 2機[1]

### 対空兵器
- 20mm対空機関砲 × 4基[1]

## 階級
| 士官           |                             |  |
| 空軍中将       | Teniente General            |  |
| 空軍少将       | Mayor General               |  |
| 空軍准将       | General de Brigada          |  |
| 空軍大佐       | Coronel                     |  |
| 空軍中佐       | Teniente Coronel            |  |
| 空軍少佐       | Mayor                       |  |
| 空軍大尉       | Capitan                     |  |
| 空軍中尉       | Primer Teniente             |  |
| 空軍少尉       | Segundo Teniente            |  |
| 士官候補生     | Cadete                      |  |
| 下士官         |                             |  |
| 最先任管理曹長 | Sargento Administración A&C |  |
| 曹長           | Sargento Mayor              |  |
| 軍曹           | Sargento                    |  |
| 伍長           | Cabo                        |  |
| 兵卒           |                             |  |
| 一等兵         | Raso Primera Clase          |  |